# دان کونلیف
دان کونلیف (به انگلیسی: Dan Cunliffe) بازیکن فوتبال زادهٔ ۱۱ ژوئن ۱۸۷۵ اهل انگلستان بود که سابقهٔ بازی در تیم ملی فوتبال انگلستان را در کارنامهٔ خود دارد. وی در تاریخ ۱۷ مارس ۱۹۰۰ تنها بازی ملی خود را در مقابل تیم ملی فوتبال ایرلند انجام داد.